# 勒特雷乌
勒特雷乌（法語：Le Tréhou，法語發音：[lə tʁeu]）是法国菲尼斯泰尔省的一个市镇，位于该省中北部，属于布雷斯特区。

## 地理
勒特雷乌（48°23'38"N, 4°7'53"W）面积22.79 平方千米，位于法国布列塔尼大區菲尼斯泰尔省，该省份为法国最西部的省份，位于布列塔尼半岛西部，北西南三面环大西洋，东临阿摩尔滨海省和莫尔比昂省。
与勒特雷乌接壤的市镇（或旧市镇、城区）包括：伊尔维亚克、拉马尔蒂尔、普卢迪里、圣埃卢瓦、圣于尔班、锡赞、特雷夫莱韦内兹。

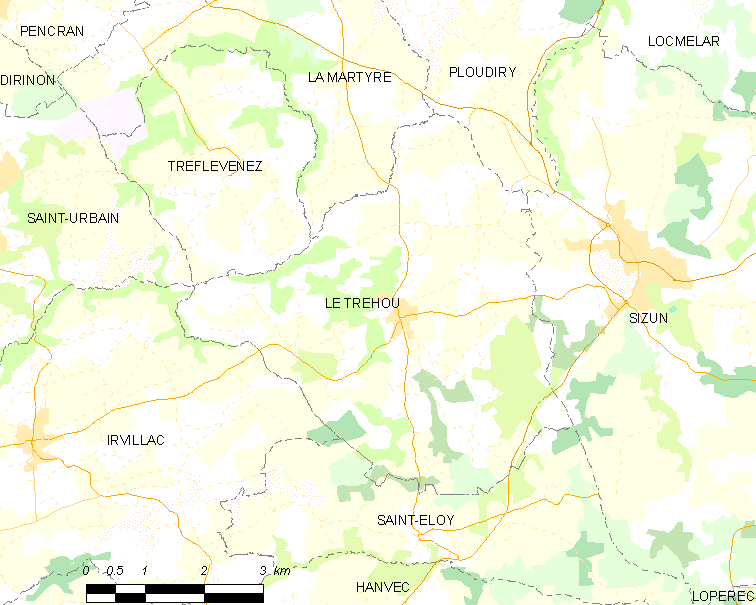
勒特雷乌的OSM定位图

勒特雷乌的时区为UTC+01:00、UTC+02:00（夏令时）。

## 行政
勒特雷乌的邮政编码为29450，INSEE市镇编码为29294。

## 政治
勒特雷乌所属的省级选区为蓬德比莱基梅尔县。

## 人口

1962-2008年间勒特雷乌人口变化图示

勒特雷乌于2022年1月1日时的人口数量为636人。